# تقویت‌کننده قدرت صوتی

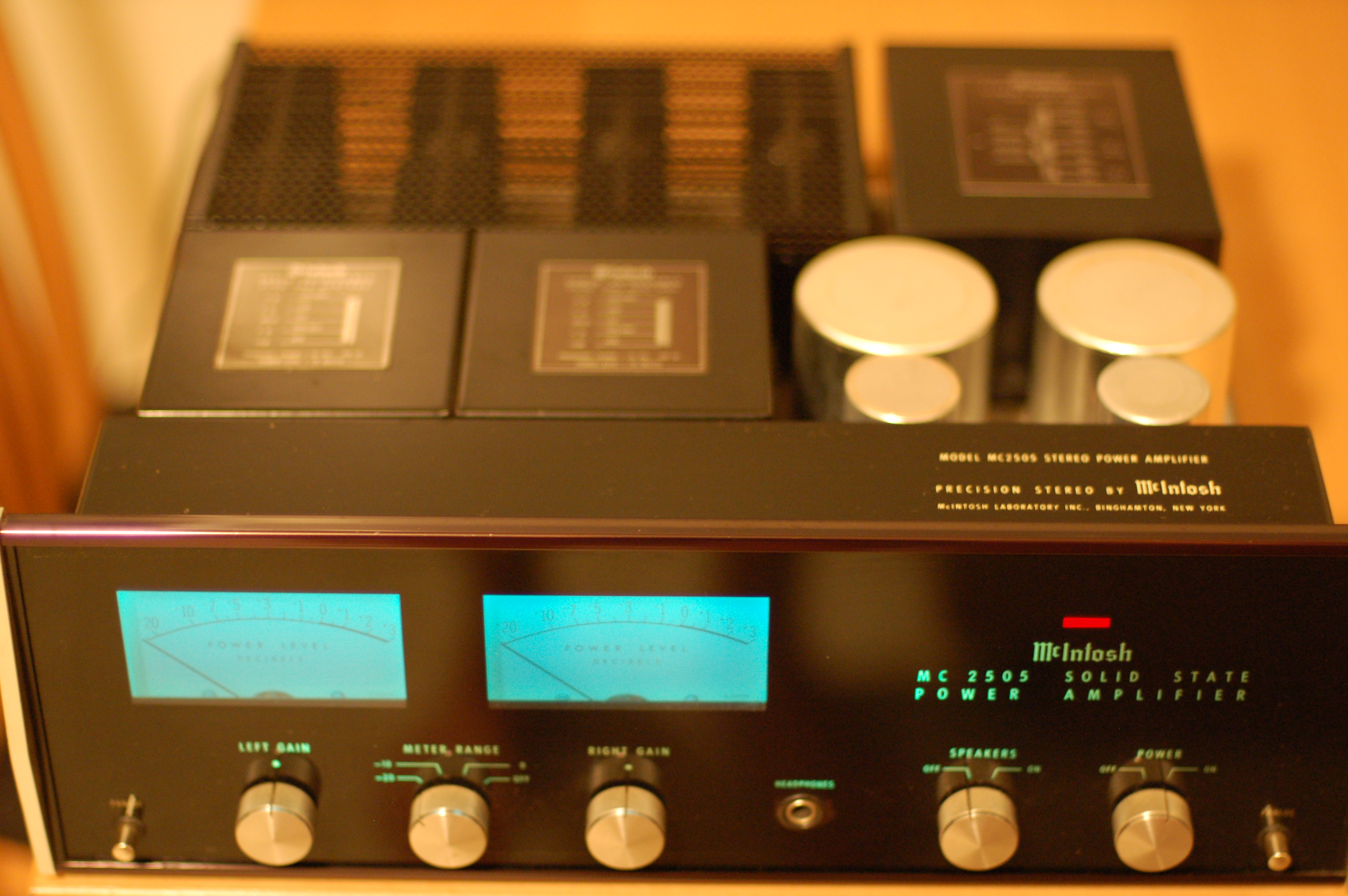
تقویت کننده صوتی استریوی ۱۰۰ واتی که در دهه ۱۹۷۰ در سیستم‌های صوتی خانگی مورد استفاده قرار گرفت.

تقویت به معنای افزایش دامنه (ولتاژ یا جریان) یک سیگنال متغیر با زمان توسط یک ضریب مشخص است، همان‌طور که در این‌جا نشان داده شده‌است. منحنی ورودی را نشان می‌دهد (آبی) و ولتاژ خروجی (قرمز) یک تقویت‌کننده خطی ایدئال با یک سیگنال دل‌خواه به عنوان ورودی استفاده می‌شود. در این مثال، تقویت کننده دارای بهره ولتاژ ۳ است. که در هر لحظه است.

یک تقویت‌کننده، تقویت‌کننده الکترونیکی یا (غیررسمی) اَمپ یک مدار یا دستگاه الکترونیکی است که می‌تواند توان یک سیگنال (یک ولتاژ یا جریان متغیر با زمان) را افزایش دهد. این یک مدار الکترونیکی دو دهانه است که از انرژی الکتریکی منبع تغذیه برای افزایش دامنه سیگنال واردشده به پایانه‌های ورودی خود استفاده می‌کند و سیگنال دامنهٔ متناسب بیشتری را در خروجی خود تولید می‌کند. مقدار تقویت‌شده توسط یک تقویت‌کننده، با بهره آن اندازه‌گیری می‌شود: نسبت ولتاژ، جریان یا توان خروجی به ورودی. تقویت‌کننده مداری است که بهره توان بیشتر از یک دارد.
تقویت در الکترونیک یکی از اجزاها و مدارهای اساسی است و تقویت‌کننده‌ها تقریباً در تمام تجهیزات الکترونیکی به‌طور گسترده‌ای مورد استفاده قرار می‌گیرند. تقویت‌کننده‌ها را می‌توان به روش‌های مختلفی طبقه‌بندی کرد. تقویت کننده‌های امواج رادیویی با فرکانس سیگنال الکترونیکی تقویت می‌شوند. تقویت‌کننده‌های صوتی سیگنال‌ها را در محدوده شنوایی (صوتی) کمتر از ۲۰ کیلوهرتز تقویت می‌کنند. تقویت‌کننده‌ها همچنین می‌توانند با قرارگیری فیزیکی آن‌ها در زنجیرهٔ سیگنال طبقه‌بندی شوند. برای مثال، یک پیش‌تقویت‌کننده ممکن است قبل از مراحل دیگر پردازش سیگنال باشد. اولین وسیله الکتریکی عملی که می‌توانست تقویت‌کند، لامپ خلأ ترایود است که در سال ۱۹۰۶ توسط لی دفارست اختراع شد که منجر به اختراع اولین تقویت‌کننده‌ها در حدود سال ۱۹۱۲ شد. امروزه بیشتر تقویت‌کننده‌ها از ترانزیستورها استفاده می‌کنند.

## خصوصیات
خصوصیات تقویت‌کننده توسط پارامترهایی ارائه می‌شود که عبارتند از:
- بهره، نسبت بین بزرگی سیگنال‌های خروجی و ورودی است
- پهنای‌باند، عرض محدودهٔ فرکانس مفید
- بازده، نسبت بین توان خروجی و توان کل مصرفی
- خطسانی، به چه میزان نسبت بین دامنه ورودی و خروجی برای دامنه زیاد و ورودی با دامنه کم یکسان است
- نویز، یک اندازه‌گیری از نویز ناخواسته مخلوط به خروجی
- محدوده دینامیکی خروجی، نسبت بزرگ‌ترین و کمترین میزان خروجی مفید
- نرخ چرخش، حداکثر سرعت تغییر در خروجی
- زمان برخاست، زمان نشست، زنگ و فرارفت که مشخصه پاسخ پله است
- پایداری، توانایی جلوگیری از خودنوسان است

تقویت‌کننده‌ها با توجه به خواص ورودی‌ها، خروجی‌های آن‌ها و نحوه ارتباط آن‌ها توصیف می‌شوند.

### تقویت‌کننده‌های عملیاتی (آپ-امپ)

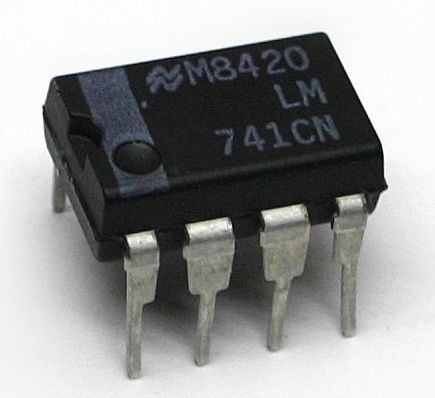
تقویت‌کننده عملیاتی LM741 با مقاصد عمومی

تقویت‌کننده عملیاتی یک مدار تقویت‌کننده است که به‌طور معمول دارای بهره حلقه باز بسیار زیاد و ورودی‌های تفاضلی است.